# کامران شاخسوارلی
کامران شاخسوارلی (متولد ۶ دسامبر ۱۹۹۲) بوکسور اهل جمهوری آذربایجان است که در دستهٔ میان وزن مردان در المپیک تابستانی ۲۰۱۶ به رقابت پرداخت و برندهٔ نشان برنز شد.